# Моццате
Моццате (итал. Mozzate) — коммуна в Италии, располагается в регионе Ломбардия, подчиняется административному центру Комо.
Население составляет 7396 человек (на 2004 г.), плотность населения составляет 687 чел./км². Занимает площадь 10 км². Почтовый индекс — 22076. Телефонный код — 0331.
Покровителем коммуны почитается святой Александр, празднование во второе воскресение сентября.